# Кальдерон, Рамон
Рамо́н Кальдеро́н Ра́мос (исп. Ramón Calderón Ramos; род. 26 мая 1951, Паленсия, Испания) — президент испанского клуба «Реал Мадрид» со 2 июля 2006 года до 16 января 2009 года.

## Биография
Рамон Кальдерон — по образованию юрист. В 1971 году окончил кафедру права Университета Наварры. Годом позже переехал в Мадрид, открыв адвокатскую контору. Мадридист с самого детства, Кальдерон стал сосьо мадридского «Реала» в 1979 году. В 1991 году участвовал в президентских выборах в столичный клуб. В 2002 году, в год Столетия «Реала» вошёл в Хунту Директиву Флорентино Переса, пост в которой сохранил двумя годами позже, вместе с Пересом одержав уверенную победу на президентских выборах 2004 года. Был руководителем секции баскетбола, когда баскетбольный «Реал Мадрид» выиграл последний для себя национальный чемпионский титул. В 2006 году после президентской чехарды участвовал в выборах, набрав большинство голосов.
Женат, имеет трёх детей.

## Трансферная политика
Во время предвыборной кампании пообещал приобрести Кака («Милан»), Арьена Роббена («Челси») и Сеска Фабрегаса («Арсенал»). Но обещание не выполнил (за исключением Арьена Роббена), купив других высококлассных игроков, сославшись на невмешательство в дела главного тренера.